# Дігбі (графство, Нова Шотландія)
Дігбі  (англ. Digby County) — графство у провінції Нової Шотландії, Канада. Графство є переписним районом, але не є адміністративною одиницею провінції. У адміністративному плані графство розділене на два округи: Дігбі і Клер, місто Дігбі та одну індіанську резервацію.

## Географія

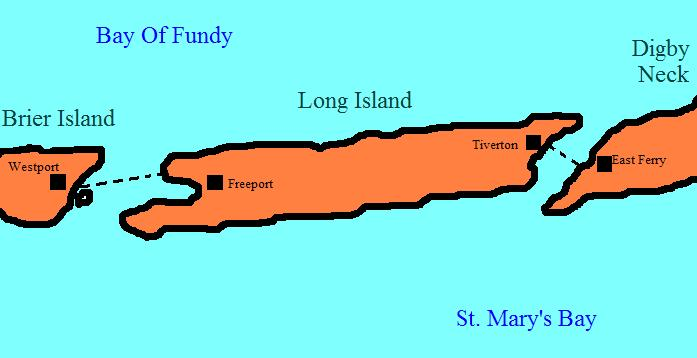
На карті відзначені півострів Дігбі-Нек, острова Лонг-Айленд і Бріер-Айленд

Графство розташоване на заході півострова Нова Шотландія. З північного заходу воно омивається водами затоки Мен, зокрема затоки Фанді. Уздовж основної території розташований вузький півострів Дігбі-Нек (англ. Digby Neck), за яким слідують острови Лонг-Айленд і Бріер-Айленд, пов'язані поромними переправами. Півострів і острови відокремлені від основної території графства вузькою затокою Сент-Меріс.
На території графства найзахідніші землі національного парку Кеджімкуджік, більша частина якого розташована у графстві Аннаполіс, з яким графство Дігбі межує на сході. На півдні Дігбі граничить з графством Ярмут.
По території графства проходить автодорога провінційного значення Хайвей 101, а також ряд доріг, керованих графством, основними з яких є магістраль 1 і колектори 217, 303, 340.

## Історія
Графство Дігбі було засновано в 1837 році з частини графства Аннаполіс. Воно отримало назву по адміністративному центру, який в свою чергу був названий на честь адмірала Роберта Дігбі, що супроводжував лоялістів із Нью-Йорка в Конвей (в даний час Дігбі). У 1861 році графство було розділене на два округи: Дігбі і Клер.

## Населення
Для потреб статистичної служби Канади графство розділене на два округи, одне місто і одну індіанську резервацію.
| Назва        | Оригінальна назва | Статус                | Площа    | Населення |
| ------------ | ----------------- | --------------------- | -------- | --------- |
| Дігбі        | Digby             | Округ                 | 1 655,93 | 7 986     |
| Клер         | Clare             | Округ                 | 852,82   | 8 813     |
| Дігбі        | Digby             | Містечко              | 2 092    | 3,14      |
| Беар-Рівер 6 | Bear River 6      | Індіанська резервація | 3,34     | 138       |

## Визначні люди
- Філ Комо — канадський режисер;
- Сем Ленгфорд — канадський та американський професійний боксер початку XX століття;
- Мод Люїс — канадська художниця народного мистецтва.

## Фото

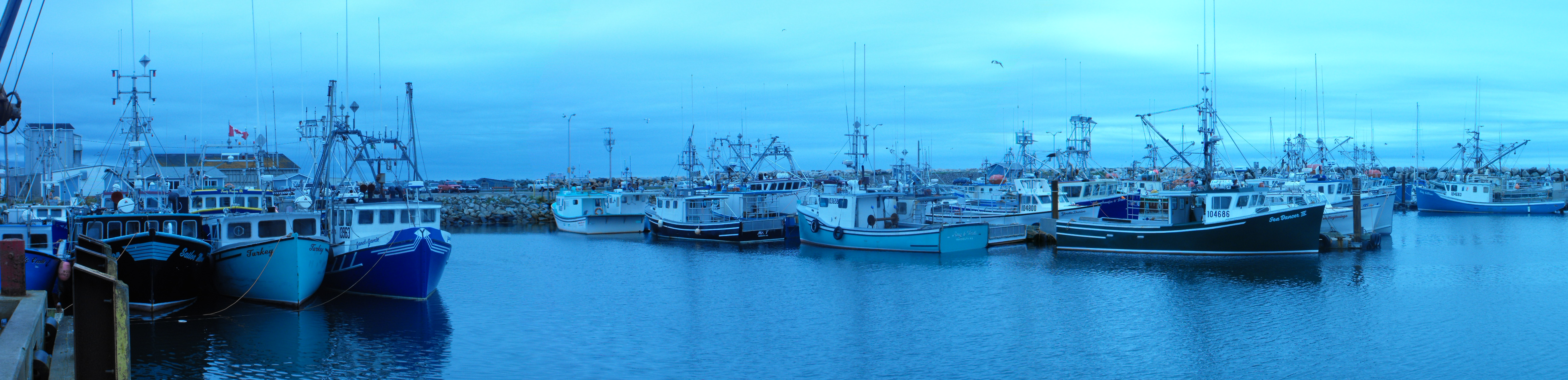
Панорамний вид рибальського флоту в гавані Метеган, Нова Шотландія (25 липня, 2009 року)

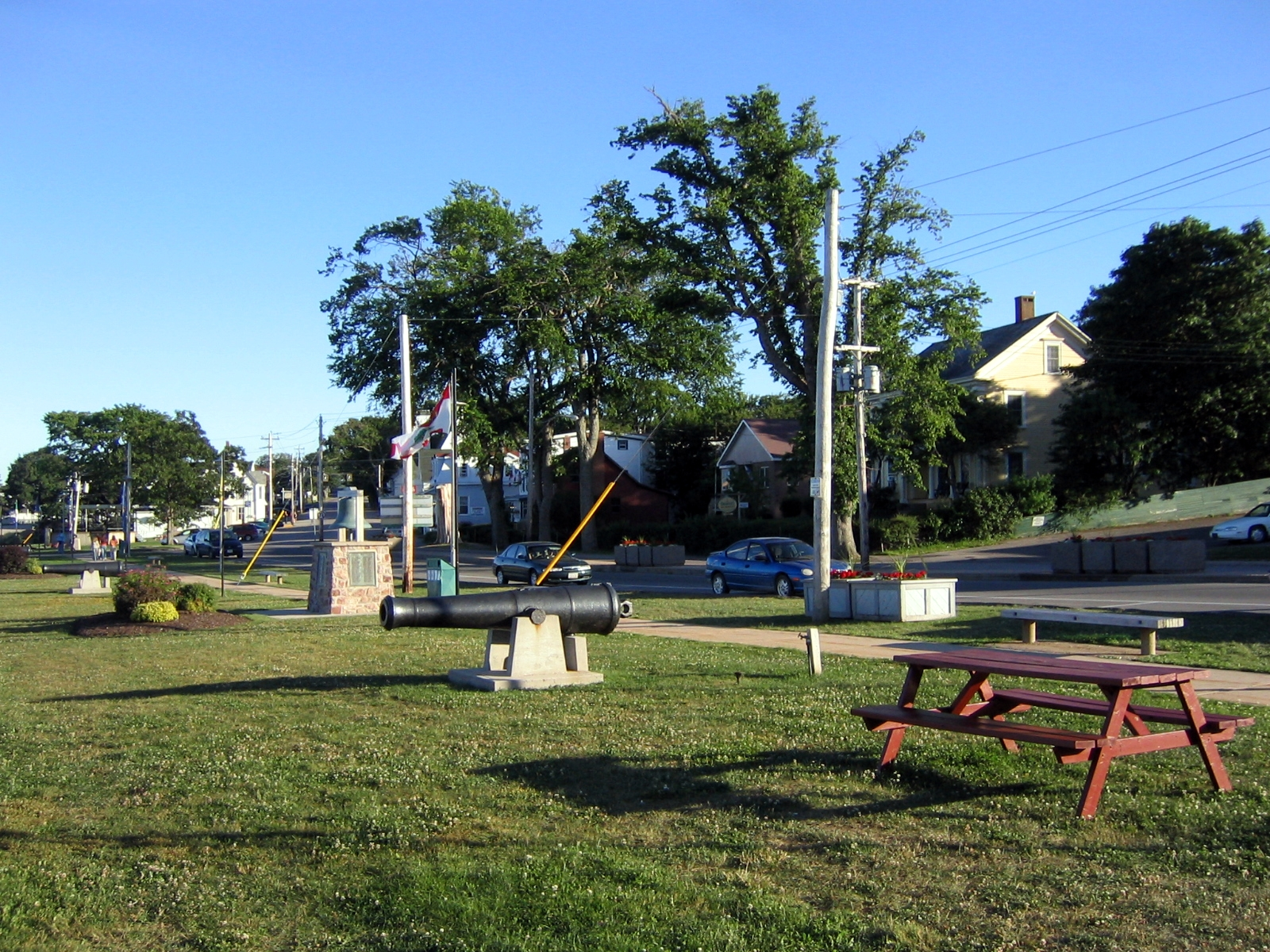
Місто Дігбі (2005)
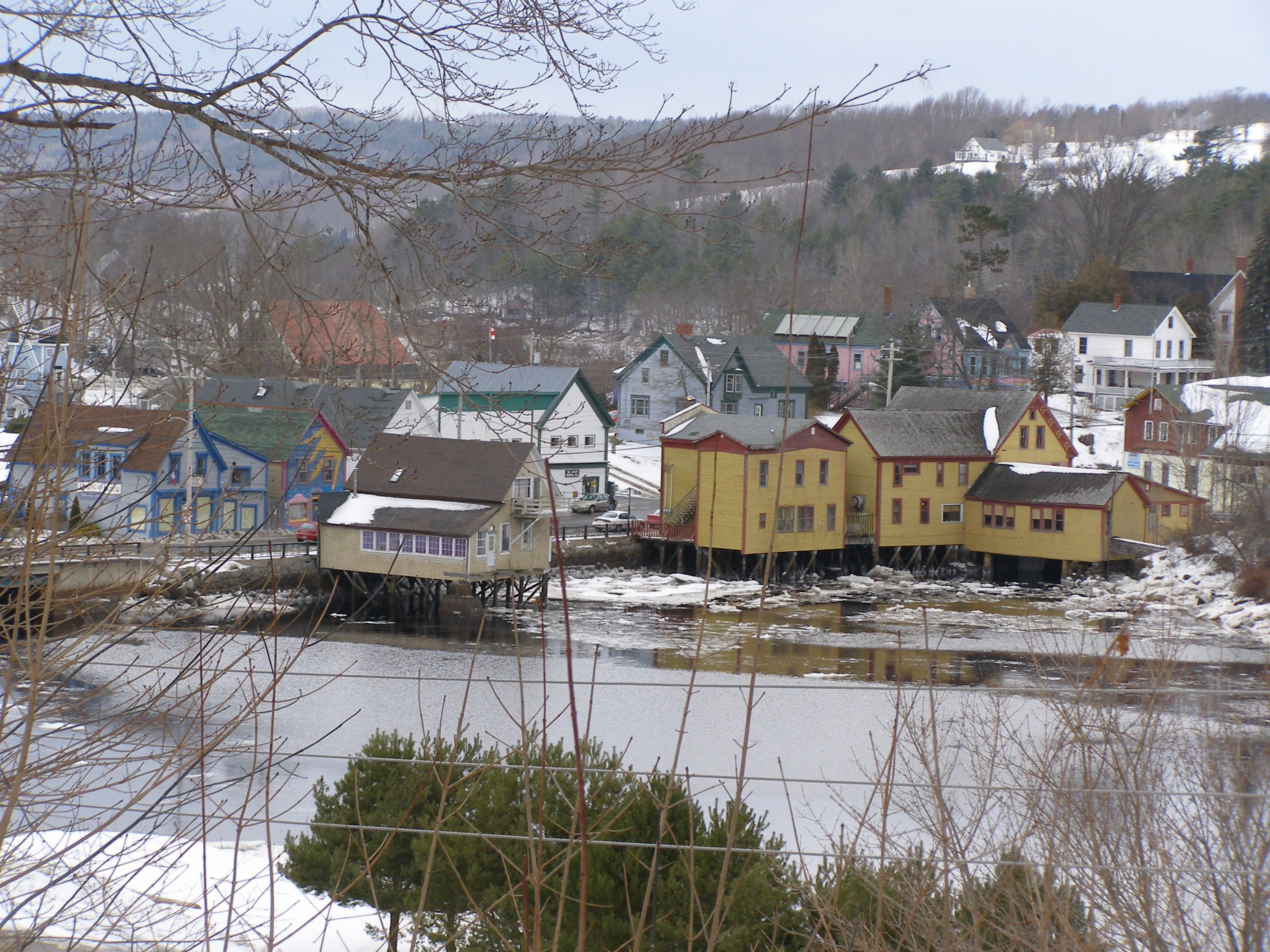
Річка Бер, Нова Шотландія (лютий 2007)
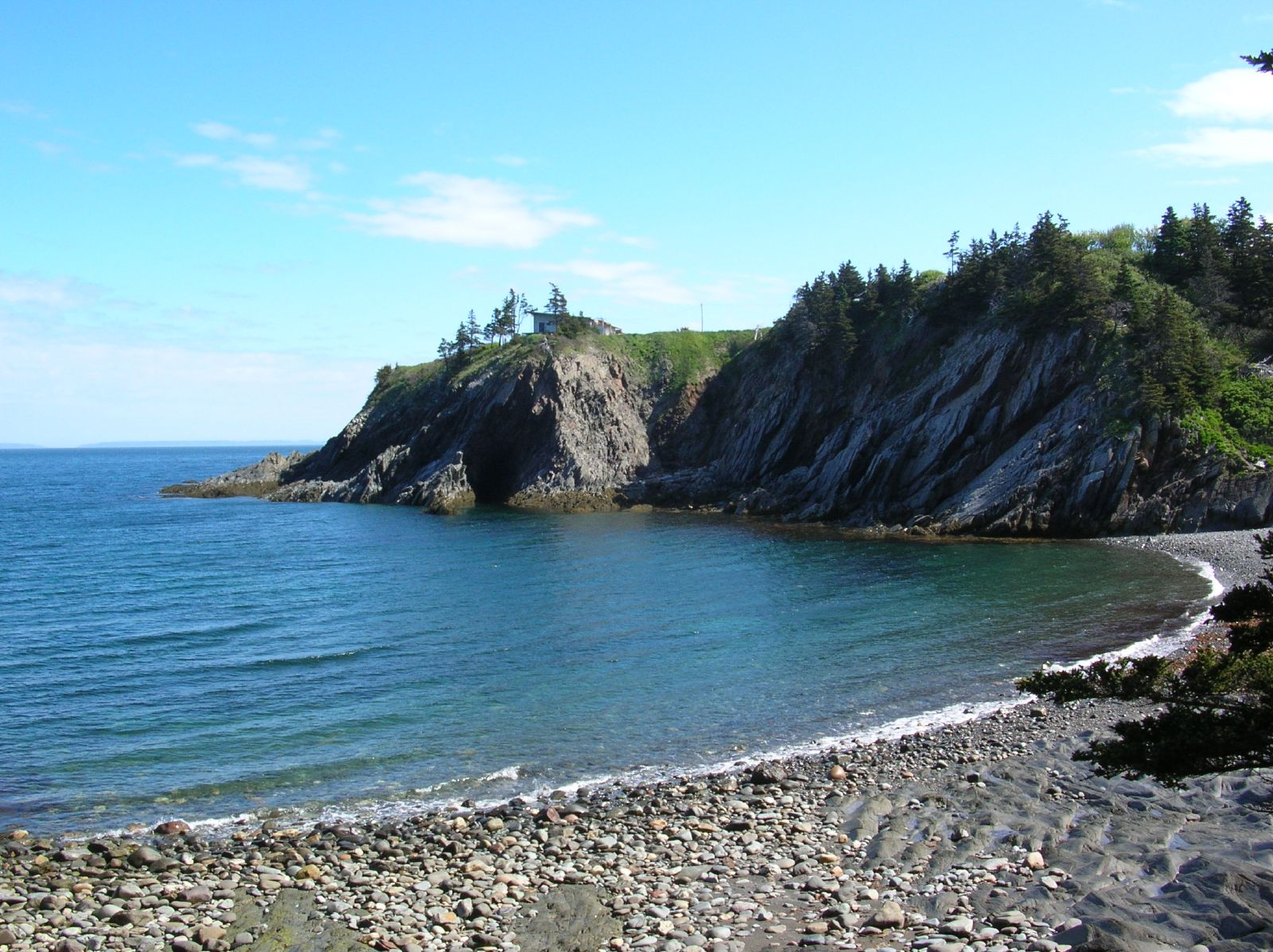
Провінційний парк "Бухта контрабандистів" (інша назва - Ле-Фурно) у затоці Сент-Мері (10 червня, 2007 року)